# Wildprechtroda
Wildprechtroda is een dorp in de Duitse gemeente Bad Salzungen in het Wartburgkreis in Thüringen. Het dorp wordt voor het eerst genoemd in 1330. In 1950 wordt Wildprechtroda toegevoegd aan de stad.  